# Sparkasse Lüneburg
Die Sparkasse Lüneburg ist eine öffentlich-rechtliche Sparkasse mit Sitz in Lüneburg in Niedersachsen. Ihr Geschäftsgebiet ist der Landkreis Lüneburg.

## Organisationsstruktur
Die Sparkasse Lüneburg ist eine Anstalt des öffentlichen Rechts. Rechtsgrundlagen sind das Sparkassengesetz für Niedersachsen und die Satzung des Sparkassenzweckverbandes Lüneburg vom 22. Oktober 1990. Träger des Sparkassen-Zweckverbandes sind der Landkreis Lüneburg und die Hansestadt Lüneburg. Organe der Sparkasse sind der Vorstand und der Verwaltungsrat. Die Sparkasse wird von einer Doppelspitze geleitet: Vorsitzender des Vorstandes ist seit Oktober 2018 Torsten Schrell, Mitglied des Vorstandes ist seit Juli 2021 Janina Rieke.

## Sparkassen-Finanzgruppe
Die Sparkasse Lüneburg ist Teil der Sparkassen-Finanzgruppe und gehört damit auch ihrem Haftungsverbund an. Er sichert den Bestand der Institute und sorgt dafür, dass sie auch im Fall der Insolvenz einzelner Sparkassen alle Verbindlichkeiten erfüllen können. Die Sparkasse vermittelt Bausparverträge der regionalen Landesbausparkasse, offene Investmentfonds der Deka und Versicherungen der VGH Versicherungen. Im Bereich des Leasing arbeitet die Sparkasse Lüneburg mit der  Deutschen Leasing zusammen. Die Funktion der Sparkassenzentralbank nimmt die Nord/LB wahr.

## Geschäftsausrichtung und Geschäftserfolg
Die Sparkasse Lüneburg wies im Geschäftsjahr 2023 eine Bilanzsumme von 3,207 Mrd. Euro aus und verfügte über Kundeneinlagen von 2,526 Mrd. Euro. Gemäß der Sparkassenrangliste 2023 liegt sie nach Bilanzsumme auf Rang 152. Sie unterhält 33 Filialen/Selbstbedienungsstandorte und beschäftigt 536 Mitarbeiter.

## Geschichte
Gegründet wurde die Sparkasse Lüneburg durch die Gründung des Sparkassen-Zweckverbandes am 22. Oktober 1990.